# خوسيه أنطونيو إكسبوسيتو
خوسيه أنطونيو إكسبوسيتو (بالإسبانية: José Antonio Expósito)‏ هو منافس ألعاب قوى إسباني، ولد في 2 مايو 1978 في أغيلاس في إسبانيا.

## روابط خارجية
- خوسيه أنطونيو إكسبوسيتو على موقع الاتحاد الدولي لألعاب القوى (الإنجليزية)
- خوسيه أنطونيو إكسبوسيتو على موقع Paralympic.org (الإنجليزية)
- خوسيه أنطونيو إكسبوسيتو على موقع اللجنة البارالمبية الإسبانية (الإسبانية)